# Saint-Martin-des-Champs, Finistère

Saint-Martin-des-Champs este o comună în departamentul Finistère, Franța. În 1 ianuarie 2022 avea o populație de 4.792 de locuitori.